# بورت دو أورليان (مترو باريس)
بورت دو أورليان (بالفرنسية: Porte d'Orléans)‏ هي محطة مترو تابعة لمترو باريس تقع في فرنسا في الدائرة الرابعة عشرة في باريس.[بحاجة لمصدر]